# Simhopp vid olympiska sommarspelen 1988
De olympiska tävlingarna i simhopp 1988 avgjordes mellan den 17 och 27 september i Seoul. Totalt deltog 89 tävlande, 49 män och 40 kvinnor, från 31 länder i tävlingarna.

## Medaljfördelning

### Damer
| Gren                  | Guld           | Silver               | Brons                   |
| Svikt Detaljer...     | Gao Min Kina   | Li Qing Kina         | Kelly McCormick USA     |
| Höga hopp Detaljer... | Xu Yanmei Kina | Michele Mitchell USA | Wendy Lian Williams USA |

### Herrar
| Gren                  | Guld              | Silver           | Brons             |
| Svikt Detaljer...     | Greg Louganis USA | Tan Liangde Kina | Li Deliang Kina   |
| Höga hopp Detaljer... | Greg Louganis USA | Xiong Ni Kina    | Jesús Mena Mexiko |

## Medaljtabell
| Pl. | Nation | Guld | Silver | Brons | Totalt |
| --- | ------ | ---- | ------ | ----- | ------ |
| 1   | Kina   | 2    | 3      | 1     | 6      |
| 2   | USA    | 2    | 1      | 2     | 5      |
| 3   | Mexiko | 0    | 0      | 1     | 1      |

## Deltagande nationer
Följande länder deltog.
| - Argentina (1) - Australien (5) - Bahamas (1) - Barbados (1) - Belgien (1) - Brasilien (1) - Ecuador (1) - Finland (1) - Frankrike (2) - Hongkong (2) - Italien (4) | - Japan (4) - Kanada (6) - Kina (8) - Kuwait (1) - Mexiko (3) - Nederländerna (2) - Norge (1) - Polen (1) - Schweiz (2) - Sovjetunionen (8) - Spanien (2) | - Storbritannien (5) - Sverige (2) - Sydkorea (2) - Ungern (3) - USA (7) - Venezuela (1) - Västtyskland (6) - Zimbabwe (1) - Österrike (2) - Östtyskland (4) |